# Agnesiella azra
Agnesiella azra är en insektsart som beskrevs av Irena Dworakowska 1994. Agnesiella azra ingår i släktet Agnesiella och familjen dvärgstritar. Inga underarter finns listade i Catalogue of Life.